# شارلوت بروير
شارلوت بروير (بالإنجليزية: Charlotte Brewer)‏ هي مؤرخة بريطانية، ولدت في 1956.